# Seattle Storm

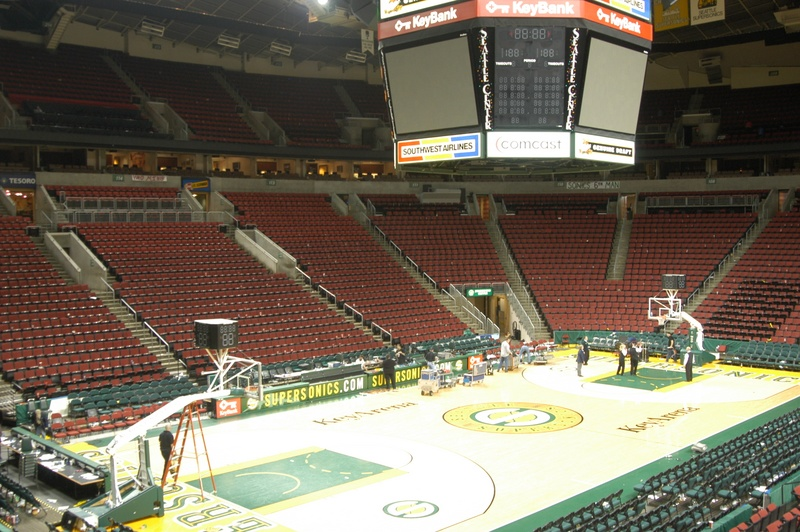
Seattle Storm's hemmaarena KeyArena.

Seattle Storm, som grundades 2000, är en basketklubb i Seattle i Washington som spelar i damligan WNBA sedan säsongen 2000. 
Laget spelar sina hemmamatcher i KeyArena i Seattle. Till och med den 28 februari 2008 var Seattle Storm tidigare ett så kallat systerlag till NBA-laget Seattle SuperSonics, innan SuperSonics såldes till Oklahoma City.

## Historia

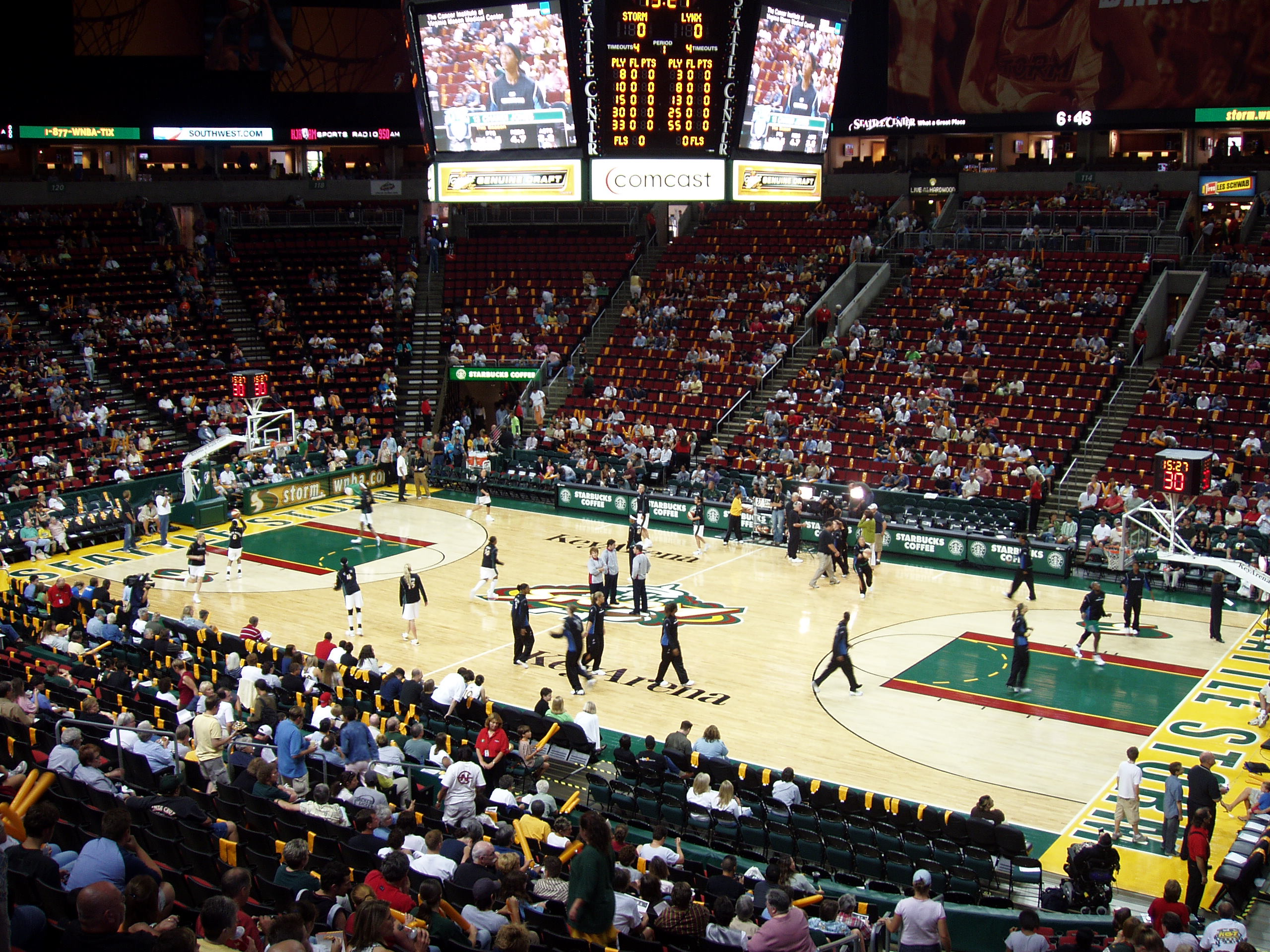
Uppvärmning inför en match mellan Seattle Storm och Minnesota Lynx.

Seattle Storms föregångare var Seattle Reign, medlem i den nedlagda ligan American Basketball League (ABL) från 1996 till och med att ligan lades ner 1998. Som en av få städer som hade ett ABL-lag tilldelades Seattle ett lag när WNBA expanderade i slutet av 1990-talet och bara två år efter att Seattle Reign hade upplösts började Seattle Storm spela i WNBA.
Den 31 maj 2000 spelade Seattle sin första match i WNBA borta mot Sacramento Monarchs som de förlorade med 60-76, och totalt vann Seattle bara sex matcher under sin första säsongen. Från säsongen 2002 har Seattle varit ett stabilt slutspelslag, undantaget för säsongen 2003. Deras första slutspel 2002 slutade med två klara förluster mot Los Angeles Sparks, medan det gick bättre under 2004 års slutspel där Seattle avfärdade först Minnesota Lynx och sedan Sacramento Monarchs på vägen till deras första WNBA-final där Connecticut Sun väntade. Efter två jämna finalmatcher och vid ställningen 1-1 vann Seattle den tredje och avgörande med 74-60 och säkrade sin första WNBA-titel. Efter den segern förlorade Seattle redan i första slutspelsomgången de fem kommande åren, innan de 2010 åter lyckades ta sig hela vägen fram till en WNBA-final. För motståndet stod den här gången Atlanta Dream för, och efter tre jämna finalmatcher stod Seattle som vinnare med 3-0 i matcher och sin andra WNBA-titel.